# Begonia lazat
Espèce
Begonia lazat est une espèce de plantes de la famille des Begoniaceae.
L'espèce fait partie de la section Petermannia.

## Répartition géographique
Cette espèce est originaire de Malaisie.